# Real Teatro Miramare
Il Real Teatro Miramare è stato un teatro di Tripoli costruito in più fasi durante il periodo coloniale italiano in piazza Italia e considerato il più grande del paese. Inaugurato nel 1925, fu gravemente danneggiato dal bombardamento alleato del 1941 e fu demolito tra gli anni 1960 e 1970.
Vi fu proiettato nel 1933 il film La canzone del cuore di Mario Volpe.

## Storia
La costruzione del teatro Miramare iniziò intorno al 1921 su un isolato di circa 2,9 chilometri quadrati (57×52 metri) su progetto dell'architetto Oreste Frugoni e si concluse entro il 1925.

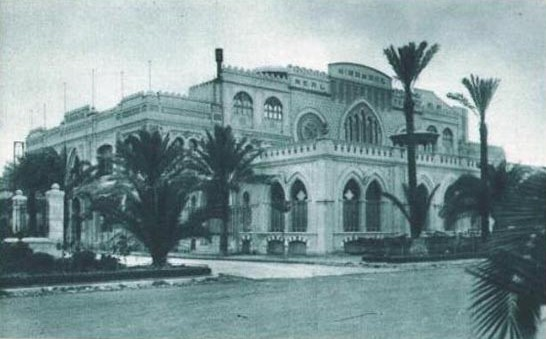
Il teatro in una foto scattata tra il 1925 e il 1940.

Tale costruzione fu poi rasa al suolo e riedificata nel 1928 in stile neomoresco, intonandosi coi coevi palazzi della Banca d'Italia e del Governatore, su progetto di Aldo Bruschi e Angelo Piccardi; la scelta di uno stile orientaleggiante fu presa per "non distaccarsi eccessivamente dalla bellezza esotica e viva dell'ambiente" ma fu poi criticata dagli architetti razionalisti.
Nel nuovo teatro il palcoscenico aveva una profondità di 17 metri con una platea da 900 posti cinta da 25 palchi di primo ordine (col palco reale al centro), 22 palchi di secondo ordine e una galleria a due ordini di posti per 550 spettatori seduti; il teatro aveva una capacità complessiva pari a 1800 spettatori. La scenografia contava delle scene fisse curate dallo scenografo del teatro alla Scala di Milano Antonio Rovescalli mentre il sipario era decorato con un'allegoria intitolata L'Italia moderna nel suo sviluppo, illuminata dalla visione di Roma Imperiale realizzata dal pittore Alessandro Abate; sull'arco strutturale che sovrastava il palcoscenico era inoltre presente un'iscrizione dedicata al generale Emilio De Bono, divenuto governatore della Tripolitania nel 1925. La struttura era dotata di due ampi foyers, di un lussuoso bar in stile orientale e di una vasta terrazza, utilizzata prevalentemente nel periodo estivo. L'edificio fu gestito dalla Società per Alberghi, Ristoranti e Teatri (SPART) di Giuseppe Abela Salinos, passando poi presumibilmente all'Ente Turistico Alberghiero della Libia (ETAL) nel 1935.
Nel 1938 fu completato il rifacimento della sala principale, ad opera dell'architetto Umberto Di Segni e seguendo l'esempio del teatro Berenice di Bengasi, con la scelta di nuovi colori e un miglioramento della visibilità, della comodità e dell'acustica; nell'ambito di questi lavori fu inoltre rimossa l'iscrizione dedicata a De Bono, che era stato sostituito nel frattempo da Pietro Badoglio nel 1929 e poi da Italo Balbo nel 1934.

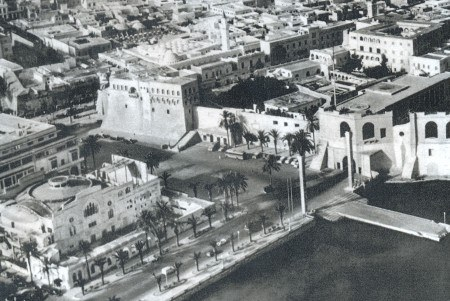
Il teatro (in basso a sinistra) negli anni '50 in una vista area di piazza Indipendenza.

Il teatro fu distrutto da un bombardamento alleato il 21 aprile 1941 e fu ricostruito dall'amministrazione militare alleata, venendo poi demolito tra gli anni '60 e '70.